# Bettina Mazakarini
Bettina Mazakarini (* 15. August in Wien) ist eine österreichische Filmeditorin und Tongestalterin.
Bettina Mazakarini ist die Tochter des Verlegers Leo Mazakarini. Sie ist seit Mitte der 1990er Jahre als Bild- und Sound-Editorin für Film und Fernsehen tätig, dabei die ersten Jahre noch als Schnitt-Assistentin.
Als Tongestalterin wirkte sie bei den Serien Der Winzerkönig und Vier Frauen und ein Todesfall sowie dem Spielfilm Mein bester Feind und diversen Fernsehfilmen mit. Zu ihren Arbeiten als Filmeditorin zählt der Kinospielfilm Der Trafikant von Nikolaus Leytner, und die achtteilige Serie Freud von Marvin Kren.
Mazakarini ist Mitglied der Akademie des Österreichischen Films.

## Filmografie (Auswahl)
- 2011: Kebab mit Alles (Fernsehspielfilm)
- 2012: Die Wand (Kinospielfilm)
- 2012: Ein Sommer in Kroatien (Fernsehreihe)
- 2014: Die Mamba (Kinospielfilm)
- 2015–2016: Vorstadtweiber (Fernsehserie, 10 Folgen)
- 2016: Auf Ediths Spuren (Dokumentarfilm)
- 2017: Wir töten Stella (Kinospielfilm)
- 2017: Kebab extra scharf! (Fernsehspielfilm)
- 2017–2018: SOKO Donau (Fernsehserie, 3 Folgen)
- 2018: Nichts zu verlieren (Fernsehspielfilm)
- 2018: Alt, aber Polt (Fernsehspielfilm)
- 2018: Der Trafikant (Kinospielfilm)
- 2019: Tatort: Baum fällt (Fernsehreihe)
- 2019: Südpol (Fernsehspielfilm)
- 2020: Freud (Fernsehserie)
- 2022: Landkrimi – Zu neuen Ufern (Fernsehreihe)
- 2023: Landkrimi – Steirerangst (Fernsehreihe)
- 2024: Trost und Rath – Tanz mit dem Teufel (Fernsehreihe)